# Straumsfell
Straumsfell är en kulle i republiken Island. Den ligger i regionen Västlandet, 100 km norr om huvudstaden Reykjavík. Toppen på Straumsfell är 225 meter över havet, eller 194 meter över den omgivande terrängen. Bredden vid basen är 3,0 km.
Trakten runt Straumsfell är nära nog obefolkad, med mindre än två invånare per kvadratkilometer. Närmaste större samhälle är Stykkishólmur, omkring 11 kilometer väster om Straumsfell. Trakten runt Straumsfell består i huvudsak av gräsmarker.